# Sergio Fubini
Sergio Fubini (Turim, 31 de dezembro de 1928 — Genebra, 6 de janeiro de 2005) foi um físico teórico italiano. Foi um dos pioneiros da teoria das cordas. Ele estava engajado no ativismo pela paz no Oriente Médio.

## Biografia
Fubini nasceu em Turim. Em 1938, ele fugiu do país como um judeu perseguido politicamente para a Suíça. Em 1945, frequentou o Lycée em Turim, onde estudou física e em 1950 formou-se "cum laude". De 1954 a 1957, esteve nos EUA. De 1958 a 1967, ele esteve no CERN em Genebra. Em 1959, ele se tornou professor de física nuclear na Universidade de Pádua. Em 1961, ele se tornou professor de física teórica na Universidade de Turim. De 1968 a 1973, ele esteve no MIT, mas deu cursos de verão em Turim. Ele voltou ao CERN em 1973 e foi de 1971 a 1980 membro do conselho consultivo e teve um papel importante no planejamento do Large Electron Positron Collider (LEP), bem como nas discussões para a construção do Síncrotron do Oriente Médio, Synchrotron-Light for Experimental Science and Applications in the Middle East (SESAME).
No MIT, ele esteve com Gabriele Veneziano, Emilio Del Giudice e Paolo Di Vecchia no centro de uma ativa escola de física teórica com estreitas ligações com a Itália (com um dos programas italianos de intercâmbio "Bruno Rossi" financiado pelo Istituto Nazionale di Fisica Nucleare (INFN; "Instituto Nacional de Física Nuclear" na Italia) e pelo MIT. Ele e seus colegas de trabalho fizeram um trabalho fundamental na teoria das cordas. Outros colegas bem conhecidos do MIT na época eram Victor Weisskopf (que foi recrutado por Fubini para o MIT), Steven Weinberg e Roman Jackiw. De 1994 a 2001, foi professor em Turim. Fubini trabalhou na década de 1960 com álgebras atuais e teoria da matriz S (Trajetórias de Regge, entre outras coisas), em particular em seus fundamentos teóricos de campo. Na década de 1970, ele foi com seus colegas e alunos do MIT Gabriele Veneziano, Emilio Del Giudice e Paolo Di Vecchia um dos pioneiros da teoria das cordas (a equipe introduziu os chamados estados DDF). Ele trabalhou na década de 1970 em outras soluções clássicas das equações de Yang-Mills-Higgs e na teoria quântica de campos invariante.
Fubini morreu em 2005 em Nyon. Ele se casou com Marina Colombo em 1956 e teve uma filha com ela.